# La Station d'Araminta
La Station d'Araminta (titre original : Araminta Station, dont il ne représente que la première moitié), est un roman de science-fiction écrit par l'auteur américain Jack Vance et paru en France en 1987. Ce roman est le premier volume du cycle Les Chroniques de Cadwal.

## Argument
Glawen Clattuc habite sur Cadwal, une planète qui selon les règlements anciens établis par la très ancienne Charte, est en réalité une réserve écologique où l'action humaine est très restreinte. Son seizième anniversaire approche, et l'Indice de Statut (IS) qui définira en grande partie son avenir va lui être dévoilé à cette date.
Mais tout n'est pas rose sur Cadwal. Les Yips, une variété exotique d'humains tentent de prendre petit à petit le contrôle de la planète. Glawen, pris essentiellement par ses études et sa formation de pilote et d'agent de sécurité de la station va devoir faire face à une multitude de problèmes.

## Résumé
Depuis sa fondation, la Station Araminta suit à la lettre le règlement de la Charte. La population originelle était de deux cent quarante fonctionnaires répartis en six familles, chargés de faire respecter la loi et d'organiser toutes les activités humaines ayant lieu sur la planète. Pour protéger l'environnement, seuls ceux ayant un Indice de Statut suffisant à leurs vingt et un ans disposent des avantages accordés par le plein statut de fonctionnaire. Les autres deviennent de simples "collatéraux" et font pratiquement bande à part dans la société.
Glawen a seize ans et son IS assez élevé lui promet des difficultés pour arriver à sortir du rang et se faire distinguer. Il poursuit des études au collège d'Araminta, mais Arles son cousin ne cesse de lui chercher des ennuis que Glawen a bien du mal à détourner.
Il entame une carrière dans la sécurité, et prend conscience des difficultés sans cesse croissantes que posent les Yips. Actuellement confinés sur l'atoll de Lutwen, ils tentent par tous les moyens d'en sortir pour s'installer ailleurs, et sous leur allure débonnaire et placide ils sont en réalité bien décidés à parvenir à leurs fins, en utilisant toutes les armes à leur disposition.
Un nouveau Conservateur (personnage influent qui est chargé de maintenir l'équilibre sur Cadwal) fait son apparition et Glawen est chargé d'aider ses enfants, Milo l'aîné et Wayness la cadette à s'intégrer dans la société. Glawen, également chargé de patrouiller autour du camp Yip a aussi d'autres choses à faire. En effet, il est tombé amoureux de la charmante Sessily Veder et est bien décidé à danser avec elle lors de la fête de la Parilia.
Seulement, pendant la fête Sessily disparaît et personne ne peut la retrouver. C'est d'un meurtre qu'il s'agit. Glawen très concerné par l'affaire ainsi que son père mènent l'enquête qui s'avère très dangereuse car l'assassin est parmi eux.

## Les Chroniques de Cadwal
- La Station d'Araminta
- Araminta 2
- Bonne Vieille Terre
- Throy